# Сабаки (сёги)
Саба́ки (яп. 捌き) IPA: [sabákí] — один из фундаментальных принципов стратегии в сёги, развитие через размены фигур.

## Суть принципа
Согласно правилам игры в сёги, взятые при разменах и жертвах фигуры попадают "в руку", откуда могут быть сброшены при своем ходе на доску. Даже с учётом ограничений на такой сброс, мобильность взятых фигур значительно возрастает по сравнению с оставшимися на доске.
Это можно проиллюстрировать простым примером. Золотой генерал, находящийся на пустой доске, может пойти на 6 полей. А после взятия на комадай он может быть сброшен уже на 81 поле. В практической партии это даёт 50-60 вариантов хода в середине и конце игры.
Возросшая мобильность означает увеличение потенциальных возможностей для проведения действий на доске. Взятые фигуры можно сбрасывать как в атаку, организуя матовую последовательность, так и в защиту, укрепляя крепость. Поэтому взятия и размены в сёги являются не просто изменением баланса, но и своеобразным способом развития своей позиции.
Сабаки вносит дополнительную сложность в оценку ситуации на доске. За счёт использования этого принципа часто становятся возможны варианты, в которых одна из сторон идёт на материально невыгодные размены или жертвы, чтобы получить в руку определённые фигуры, необходимые ей для задуманной комбинации.

## Ёсихару Хабу о сабаки
«Сабаки ... относится к самым-самым искусным, самым высококлассным способам улучшения позиции.»
«Часто возникает ситуация, когда важнее провести сабаки, чем получить материальное преимущество. Часто победа упускается из-за того, что не было реализовано сабаки.»
Также, Хабу даёт ряд советов для успешного использования этого принципа:
- Не располагать много фигур вокруг ладьи и слона.
- Не стремиться всегда предотвращать взятие фигур.
- Проводить размен как можно дальше от своего короля[1].

## Сравнение с шахматами
Поскольку в классических шахматах нет правила сброса, позиция при разменах в них наоборот упрощается, и возможностей становится меньше. В сёги же эффект у разменов прямо противоположный, что зачастую приводит к трудностям понимания сабаки у новичков, игравших ранее в шахматы.